# Helene Kreiser
Helene Kreiser (geb. Froese) (* 1881; † 1964) war eine deutsche Dompteuse und Zirkusdirektorin. Sie ist auch bekannt unter ihrem Künstlernamen Miss Helio (alternative Schreibweise: Miss Hellio).

## Frühe Jahre
Helene war schon als Kind vom Zirkus umgeben. Sie wuchs in der Wander-Menagerie im Circus Barum ihres Vaters Carl Froese auf. Bereits früh wirkte sie als Dompteuse bei Vorstellungen mit. Sie trat mit Hyänen, Wölfen und mehreren Löwen auf.

## Verwirrung um den Namen „Miss Helio“
Nicht zu verwechseln ist die Künstlerin mit der zu dieser Zeit bereits international berühmten Löwendomptuese Claire Heliot. Die klangliche Ähnlichkeit des Namens war wohl nicht ganz zufällig und wurde anscheinend auch kritisiert. Die Idee mit der Namensanlehnung scheint sich aber bewährt zu haben und wurde in der Familie ein weiteres Mal angewandt, als Carl Froese seiner Menagerie den Namenszusatz Barum gab, diesmal in Anlehnung an den weltberühmten amerikanischen Großzirkus Barnum Bailey.

## Tournee und Leben
Unter dem Künstlernamen Miss Helio erlangte sie mit ihren Nummern Weltruhm. 1901 heiratete Helene den deutschen Tierpfleger und Dompteur Arthur Kreiser. Mit ihm zusammen übernahm sie sechs Jahre später auch die Direktion des Zirkus. Zusammen mit Paula Busch, Ida Krone und ihrer eigenen Tochter Margarete Kreiser-Barum gehört Helene Kreiser zu den berühmtesten Zirkusdirektorinnen Deutschlands.